# Masali Baduza
Masali Baduza (* 1997 in East London) ist eine südafrikanische Schauspielerin.

## Leben
Badzua wurde 1997 in East London geboren.
Sie studierte Schauspiel am Los Angeles Campus der New York Film Academy. In Los Angeles und in Kapstadt trat sie in Theaterproduktionen auf. Ihre Fernseh- und Filmdebüts gab sie 2019 in südafrikanischen Produktionen. 2020 spielte sie ihre erste Hauptrolle in der BBC-Serie Noughts + Crosses, die auf dem Roman Himmel und Hölle von Malorie Blackman basiert.

## Filmografie

### Fernsehen
- 2019 Trackers (3 Folgen)
- 2020–2022 Noughts + Crosses (Hauptrolle, 10 Folgen)
- 2021: In 80 Tagen um die Welt (Around the World in 80 Days, 1 Folge)
- 2024: Bridgerton (1 Folge)
- 2024: The Morning After (6 Folgen)

### Film
- 2019 Bhai's Cafe
- 2019 The Fighter (Kurzfilm)
- 2021: Slumber Party Massacre
- 2021: Let's Do This Again Sometime (Kurzfilm)
- 2022: The Woman King

## Theater (Auswahl)
- 2017 Nasty Womxn (The Furies)
- 2016 The Circle of Life: An Adaptation of The Lion King (Simmie Sangian)